# Telecómicos
Telecómicos  fue un programa humorístico argentino en blanco y negro transmitido desde 1960 hasta 1974, con guion y puesta en escena de Aldo Cammarota y conformado por un amplio elenco. Se emitió en los canales 11 y 13 de Buenos Aires.

## Historia
El programa junto a una serie de actores de amplísimos talentos cómicos. Entre ellos se encontraban Juan Carlos Calabró, Marianito Bauzá, Nelly Beltrán, Alfonso Pícaro, entre muchos otros. Presentaba semanalmente, todos los domingos (primer ciclo) y todos los lunes (el segundo ciclo) decenas de sketchs breves, escritos y puestos en escena por Aldo Cammarota.
Telecómicos comenzó como un ciclo radial por Radio Splendid en los años 50 pero debido a la gran repercusión que tuvo en ese momento fue llevada rápidamente a la pantalla chica donde se transmitió por 14 años consecutivos.
Algunos de los sketchs que se presentaban a diario eran: "Aldo", "La pareja", "¿Quién no lo hace?", "Los franceses", "La rifa", "Mafalda", "La receta cantada", "Incocencio", "El novio de América", "Noticiero", "Cretinucci", "Telecómicos informa",  "Andanzas de Tricky", "Tururú", "El Tanito", "Ligasempre", "Argentina Año Verde", "Últimas noticias", "Vicente Palote", "Cortadetti", "Mingo", "Los curquetos", "Trío Gonzalito", "El socio", "Gonzalito y Mingo",  "Actualidad política", "El pueblo vota", "Los cuentos del correntino", "Triky y Willy", "Pochito", "La comunicación con Madrid", "El show de los micrófonos", "El que no sabe contar chistes", "Amor a la francesa", "El correntino", "Gran orquesta política".
El término "Pendorcho" ("cosa cualquiera"), fue creado por el humorista Aldo Cammarota en su programa Telecómicos para aludir a una supuesta pieza mecánica en un sketch que protagonizaba Alfonso Pícaro. El personaje Volantieri le mostraba a su jefe, "el señor Cretinucci", un plano enorme y mientras señalaba aquí y allá con el dedo, le decía, por ejemplo: "Si le ponemos un pendorcho aquí y otro aquí... la máquina va a producir el triple". Fue tan masivo su éxito que hasta se escribió la canción Ponele un pendorcho y durante más de una década, pendorcho fue utilizado como comodín hasta que con el tiempo empezó a designar el órgano sexual masculino. Hoy, prácticamente no se usa y entre los jóvenes es un vocablo casi desconocido.

## Elenco completo
- Juan Carlos Calabró
- Mario Sapag
- Mariel Comber
- Nelson Prenat
- Atilio Pozzobón
- Iván Grey
- Juan Díaz
- Luisina Brando
- Gunni
- Julián Carranza
- Alfonso Pícaro
- Walter Finamone
- Raúl Fontán
- Juan Fuentes
- Roxana Velazco
- Horacio Bruno
- Bordignón Olarra
- Silvia Randall
- Dorita Acosta
- Tristán
- Carlitos Balá
- Eduardo Almirón
- Eustaquio Barrios
- Marianito Bauzá
- Juan José Carro
- Roberto Fiore
- Saúl D'Angelo
- Alfredo de la Peña
- Elda Dessel
- Juan Carlos Duggan
- El Fiero Salteño
- Nélida Lobato
- Ámbar La Fox
- Karina Estévez
- Héctor Ferreyra
- Roberto Fiore
- Roberto Fruet
- Julio López
- Lisardo García Tuñón
- Trío Gonzalito
- Ignacio Goñi
- Leonor Onis
- Elvira Porcel
- Aristóbulo "Pochito" Riganti
- Carlos Serafino
- Tricky
- Jorge Troiani
- Emilio Vidal
- Estela Vidal
- Willy
- Elvira Porcel

## Equipo técnico
- en canal 13:
- Guion: Aldo Cammarota
- Escenografía: Horacio de Lazzari
- Director: Julio Cardoso y Horacio Parisotto.

- en canal 11:
- Guion: Aldo Cammarota
- Escenografía: Mario Vasta
- Iluminación: Carlos Mazzini
- Asistente de dirección: Manolo Bravo
- Dirección: Carlos Alberto Colasurdo